# 징족
징족(중국어: 京族, 병음: Jīng Zú)은 베트남에서 건너온 중국 남동부에 거주하는 민족이다. 16세기에 베트남에서 건너왔다. 중국어와 쯔놈을 사용한다.

## 같이 보기
- 킨족
- 베트남인
- 중국의 민족